# Vassa (film)
Vassa è un film del 1983 diretto da Gleb Panfilov.

## Riconoscimenti
- 1983 Festival di Mosca
- Gran Premio